# Yan Soebiyanto
Yan Soebiyanto es un deportista indonesio que compitió en bolos sobre hierba adaptado. Ganó una medalla de oro en los Juegos Paralímpicos de Arnhem 1980 en la prueba individual (clase E).

## Palmarés internacional
| Juegos Paralímpicos | Juegos Paralímpicos   | Juegos Paralímpicos | Juegos Paralímpicos |
| Año                 | Lugar                 | Medalla             | Prueba              |
| ------------------- | --------------------- | ------------------- | ------------------- |
| 1980                | Arnhem (Países Bajos) | Medalla de oro      | Individual E        |